# Kaygus Chasmata
I Kaygus Chasmata sono una struttura geologica della superficie di Venere.